# 최윤배
최윤배(1955년 12월 28일 ~ )는 대한민국의 개신교 목사이며 대학 교수이다. 마르틴 부서와 칼뱅의 성령론으로 박사학위를 받았다. 현재 장로회신학대학교에서 조직신학 교수로 있으며, 현재 한국개혁신학회 부회장이다. 명성교회 협동목사이다.

## 학력
- 한국항공대학교 항공전자공학과 학사
- 연세대학교 대학원 전자공학과 공학석사
- 장로회신학대학교 신학대학원대학원 신학석사
- De Theologische Universiteit van de Gereformeerde Kerken in Nederland 철학석사(Drs.)
- De Theologische Universiteit van de Christelijke Gereformeerde Kerken in Nederland 철학박사(Dr. theol.)

## 주요 이력
- 장로회신학대학교 조직신학 교수

## 경력
- 한국칼빈학회 회장 역임 및 현재 명예회장
- 한국복음주의조직신학회 회장 역임
- 한국개혁신학회 부회장
- 한국장로교신학회 부회장

## 박사 논문
- De verhouding tussen Pneumatologie en Christologie bij Martin Bucer en Johannes Calvijn (Leiden: Uitgeverij J. J. Groen en Zoon, 1996)

## 저서
- 『16세기 종교개혁과 개혁교회의 유산』(공저, 한국장로교출판사, 2003)
- 『21세기 신학의 학문성』(책임편집, 장로회신학대학교출판부, 2003)
- 『칼빈연구(창간호~제4집)』(책임편집, 한국장로교출판사, 2004~2007)
- 『어거스틴, 루터, 깔뱅, 오늘의 개혁교회』(책임편집, 장로회신학대학교출판부, 2004)
- 『개혁교회의 역사와 신학』(공저, 한국장로교출판사, 2004)
- 『개혁교회의 종말론』(공저, 한국장로교출판사, 2005)
- 『설교로 이해하는 종교개혁』(공저, 도서출판 이화, 2006)
- 『개혁신학과 경건』(책임편집/이수영 저, 장로회신학대학교출판부, 2006)
- 『개혁교회의 신앙고백』(공저, 한국장로교출판사, 2007)
- 『개혁신학과 기독교교육』(공저, 한국장로교출판사, 2007)
- 『개혁교회의 경건론과 국가론』(책임편집, 장로회신학대학교출판부, 2007)
- 『위로하라 내 백성을』(공저, 한국학술정보․주, 2007)
- 『성경통신대학 제2권』(공저, 한국장로교출판사, 2007)
- 『교회를 섬기는 청지기의 길(Ⅰ), (Ⅱ), (Ⅲ)』(공저, 도서출판 성안당, 2008)
- 『2009/2010구역예배교재: 인도자용/구역원용)』(감수, 한국장로교출판사, 2008/2009)
- 『교회론』(공저, 대한기독교서회, 2009)
- 『칼빈탄생 500주년 기념: 칼빈신학개요』(공저, 두란노아케데미, 2009)
- 『칼빈신학 2009』(공저, 성광문화사, 2009)
- 『그리스도론 입문』(저, 장로회신학대학교출판부, 2009)
- 『성령론 입문』(저, 장로회신학대학교출판부, 2010)
- 『시편찬송가』(공편저, 한국기독교교육교역연구원, 2010)
- 『개혁교회의 예배․예전 및 직제』(공저, 한국장로교출판사, 출간예정)

## 같이 보기
- 한국개혁신학회
- 한국복음주의신학회
- 한국의 신학자 목록
- 개혁신학자